# Ormosia fernaldi
Ormosia fernaldi là một loài ruồi trong họ Limoniidae. Chúng phân bố ở miền Tân bắc.